# 第一次列星頓戰役
第一次列星頓之役於1861年9月13至20日發生在密蘇里州的列星頓，是南軍為控制密蘇里州而發動的一場戰役。
北軍兵力為3500人，南軍兵力為15000人。

## 戰事
同年8月10日, 南軍於威爾遜溪之役(Wilson’s Creek)中得勝, 密蘇里州護衛軍 (Missouri State Guard (MSG))得以向更北的列星頓挺進, (由斯特林·普賴斯率領), 攻擊當地北軍的堡壘(由詹姆斯·A·穆里根率領) 。
於13日護衛軍把在列星頓南部的北軍打退回堡壘, 然後開始圍困他們。接下來的數天南軍等待支援; 18日, 護衛軍突擊敵軍, 冒死越過北軍的火炮, 把北軍逼往堡壘內部; 次日, 護衛軍砲轟北軍, 並準備發動總攻擊, 20日, 南軍向北軍矮小的臨時胸牆挺進, 中午, 北軍投降。

## 戰事結束
北軍傷亡人數為3153人，南軍則有150人。